# نیدرموراخ
نیدرموراخ (به آلمانی: Niedermurach) یک شهر در آلمان است که در بایرن واقع شده‌است.

## خصوصیات
نیدرموراخ ۲۹٫۹۶ کیلومترمربع مساحت دارد ۴۲۳ متر بالاتر از سطح دریا واقع شده‌است.